# Atlas (anatomi)
 For alternative betydninger, se Atlas. (Se også artikler, som begynder med Atlas)
I anatomi er atlas (C1) den øverste (første) af de cervikale vertebrae på rygsøjlen.
Den er navngivet efter Atlas fra den græske mytologi, fordi den støtter kroppens "globe", altså hovedet.